# Later... with Jools Holland
Later… with Jools Holland je britský hudební televizní pořad, jehož moderátorem je hudebník Jools Holland. Vysílá jej stanice BBC a první díl byl představen v roce 1992. Mnohokrát zde vystupoval například John Cale (byl producentem prvních nahrávek kapely Squeeze, v níž Jools Holland působil), dále například PJ Harvey, Elton John, Brian Eno, Nick Cave, Iggy Pop a Lou Doillon. Poslední den v roce (počínaje rokem 1993) BBC vysílá přednahranou speciální verzi pořadu s názvem Jools' Annual Hootenanny.